# Alcis ocellea
Alcis ocellea är en fjärilsart som beskrevs av Warren. Alcis ocellea ingår i släktet Alcis och familjen mätare. Inga underarter finns listade i Catalogue of Life.